# Urville (Mancha)
Urville é uma comuna francesa na região administrativa da Normandia, no departamento da Mancha. Estende-se por uma área de 5,15 km². Em 2010 a comuna tinha 215 habitantes (densidade: 41,7 hab./km²).